# What Is Love? (EP)
What Is Love? (estilizado como What is Love?) é o quinto EP do grupo feminino sul-coreano Twice. O EP foi lançado em 9 de abril de 2018 pela JYP Entertainment e é distribuído pela Iriver Inc. Inclui o single de mesmo nome produzido por Park Jin-young. As integrantes do Twice, Jeongyeon, Chaeyoung e Jihyo também participaram da escrita de duas músicas do EP.
A reedição de What Is Love?, Intitulada Summer Nights, foi lançada em 9 de julho de 2018.

## Antecedentes e lançamento

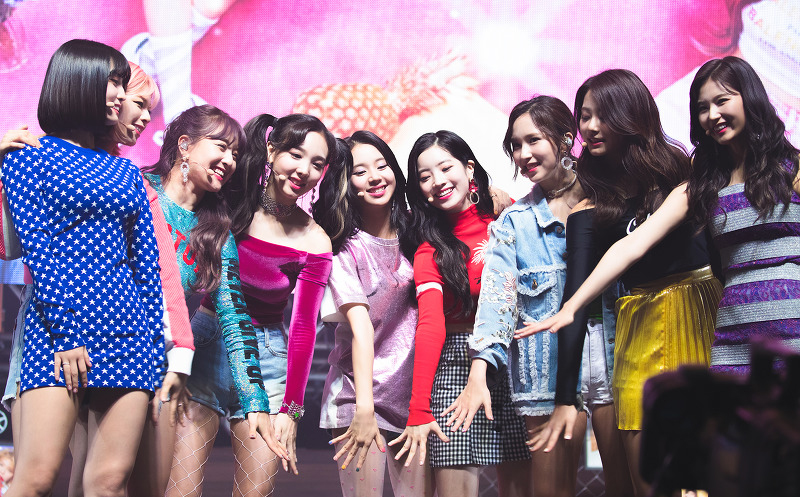
Twice no showcase ao vivo de "What Is Love?", realizado em 9 de abril de 2018

Em 26 de fevereiro de 2018, a JYP Entertainment confirmou que o Twice planejava lançar um novo álbum coreano em abril. Em 25 de março, a agência anunciou que Twice lançaria seu quinto EP intitulado "What Is Love?" Em 9 de abril. O primeiro teaser de imagens do grupo foi lançado on-line no dia seguinte.
O EP foi lançado por download digital em vários sites de música em 9 de abril, enquanto o álbum físico foi lançado no dia seguinte. "Stuck", que inicialmente era uma música que "só tinha no CD" do álbum físico, foi lançada digitalmente em 30 de abril.

## Desempenho comercial
Na Coreia do Sul, o álbum estreou em 2º lugar no Gaon Album Chart enquanto a faixa-título ficou no topo do Gaon Digital Chart. O EP e sua faixa título entraram em ambas paradas da Billboard, World Albums e World Digital Songs em 3º lugar, respectivamente. "What Is Love?" também foi o primeiro álbum do Twice a entrar na parada da Billboard, Independent Albums, na 13ª posição.

## Lista de músicas
| N.º            | Título          | Letras                    | Música | Arranjo | Duração |  |
| 1.             | "What Is Love?" | J.Y. Park "The Asiansoul" | J.Y. Park "The Asiansoul"                                                                                      | Lee Woo-min "collapsedone"                                                                                     | 3:28    |  |
| 2.             | "Sweet Talker"  | Jeongyeon Chaeyoung       | Erik Lidbom MLC Julie Yu                                                                                       | Erik Lidbom for Hitfire Production                                                                             | 3:27    |  |
| 4.             | "Dejavu"        | Chloe                     | Hayley Aitken Jan Hallvard Larsen Eirik Johansen Anne Judith Stokke Wik Ronny Vidar Svendsen Nermin Harambašić | Hayley Aitken Jan Hallvard Larsen Eirik Johansen Anne Judith Stokke Wik Ronny Vidar Svendsen Nermin Harambašić | 3:16    |  |
| 5.             | "Say Yes"       | Monotree                  | Monotree | Monotree | 3:02    |  |
| Duração total: | Duração total:  | Duração total:            | Duração total:                                                                                                 | Duração total:                                                                                                 | 16:29   |  |

| Edição física  |                |                |                                         |                  |         |  |
| N.º            | Título         | Letras         | Música                                  | Arranjo          | Duração |  |
| 6.             | "Stuck"        | Galactika      | Frants Valeria Del Prete Sean Alexander | Frants Avenue 52 | 3:38    |  |
| Duração total: | Duração total: | Duração total: | Duração total:                          | Duração total:   | 20:06   |  |

## Produção de conteúdo
Os créditos foram adaptados das notas do álbum.

### Localizações
Gravação
- JYPE Studios, Seul, Coreia do Sul

Mixagem
- Mirrorball Studios, North Hollywood, Califórnia
- JYPE Studios, Seul, Coreia do Sul
- Koko Sound, Seul, Coreia do Sul
- Studio Instinct, Seul, Coreia do Sul
- 821 Sound, Seul, Coreia do Sul

Masterização
- 821 Sound Mastering, Seul, Coreia do Sul

Fotografia
- Imvely flagship store "Velyne", Seul, Coreia do Sul

### Pessoal
- J. Y. Park "The Asiansoul" – produtor
- Lee Ji-young – direção e coordenação (A&R)
- Jang Ha-na – música (A&R)
- Kim Yeo-joo (Jane Kim) – música (A&R)
- Kim Ji-hyeong – produção (A&R)
- Cha Ji-yoon – produção (A&R)
- Choi A-ra – produção (A&R)
- Kim Je-na (Jenna Kim) – produção (A&R)
- Kim Bo-hyeon – design (A&R), direção e design da arte do álbum
- Kim Tae-eun – design (A&R), direção e design da arte do álbum, e web design
- Choi Jeong-eun – design (A&R) e direção e design da arte do álbum
- Lee So-yeon – design (A&R), direção e design da arte do álbum, e web design
- Eom Se-hee – engenheiro de gravação e mixagem
- Choi Hye-jin – engenheiro de gravação e mixagem
- No Min-ji – engenheiro de gravação
- Lee Ju-hyeong – engenheiro de gravação, e diretor vocal, teclado, operador de Pro Tools, e editor digital (em "Say Yes")
- Friday of Galactika – engenheiro de gravação, e produtor vocal e vocais de fundo (em "What Is Love?" e "Stuck")
- Tony Maserati – engenheiro de mixagem
- James Krausse – engenheiro de mixagem
- Lim Hong-jin – engenheiro de mixagem
- Ko Hyeon-jeong – engenheiro de mixagem
- Master Key – engenheiro de mixagem
- Kwon Nam-woo – engenheiro de masterização
- Naive Production – diretor de vídeo
- Kim Young-jo – produtor executivo de vídeo
- Yoo Seung-woo – produtor executivo de vídeo
- Choi Pyeong-gang – co-produtor de vídeo
- Jang Deok-hwa at Agency PROD – fotógrafo
- Seo Yeon-ah – web design
- Son Eun-hee at Lulu – diretor de cabelo e maquiagem
- Jung Nan-young at Lulu – diretor de cabelo e maquiagem
- Choi Ji-young at Lulu – diretor de cabelo e maquiagem
- Jo Sang-ki at Lulu – diretor de cabelo e maquiagem
- Zia at Lulu – diretor de cabelo e maquiagem
- Jeon Dal-lae at Lulu – diretor de cabelo e maquiagem
- Won Jung-yo at Bit&Boot – diretor de maquiagem
- Choi Su-ji at Bit&Boot – diretor de maquiagem
- Choi Hee-seon at F. Choi – diretor de estilo
- Seo Ji-eun at F. Choi – diretor de estilo
- Lee Ga-young at F. Choi – diretor de estilo
- Lee Jin-young at F. Choi – diretor de estilo
- Park Soo-young at F. Choi – diretor de estilo
- Park Jin-hee at F. Choi – diretor de estilo
- Han Jin-joo at F. Choi – diretor de estilo
- Shin Hyun-kuk – diretor de gestão e marketing
- Yoon Hee-so – coreógrafo
- Kang Da-sol – coreógrafo
- Kyle Hanagami – coreógrafo
- Freemind Choi Young-joon – coreógrafo
- Freemind Chae Da-som – coreógrafo
- Choi Nam-mi – coreógrafo
- Today Art – impressão
- Lee Woo-min "collapsedone" – todos os instrumentos, programação de computador, violão, sintetizadores, e piano (em "What Is Love?")
- E.Na – vocais de fundo (em "What Is Love?" e "Stuck")
- Park Soo-min – vocais de fundo (em "What Is Love?", "Sweet Talker" e "Ho!")
- Erik Lidbom – todos os instrumentos, programação de computador, e editor digital (em "Sweet Talker")
- Armadillo – diretor vocal (em "Sweet Talker")
- Jiyoung Shin NYC – editor adicional (em "Sweet Talker", "Ho!", e "Dejavu")
- The Elev3n – todos os instrumentos, programação de computador, e editor digital (em "Ho!")
- Kim Seung-soo – diretor vocal (em "Ho!")
- Mental Audio (Eirik Johansen e Jan Hallvard Larsen) – todos os instrumentos e programação de computador (em "Dejavu")
- Hayley Aitken – vocais de fundo (em "Dejavu")
- Anne Judith Wik – vocais de fundo (em "Dejavu")
- Jowul – diretor vocal (em "Dejavu")
- Jeon Jae-hee – vocais de fundo (em "Say Yes")
- Jeok Jae – violão (em "Say Yes")
- Kim Byeong-seok – baixo (em "Say Yes")
- Frants – todos os instrumentos, programação de computador, sintetizadores, baixo, e bateria (em "Stuck")
- Shane – violão (em "Stuck")

## Paradas musicais
| Parada (2018)                     | Posição |
| --------------------------------- | ------- |
| Japan Hot Albums (Billboard)      | 10      |
| Japanese Albums (Oricon)          | 2       |
| Japanese Digital Albums (Oricon)  | 3       |
| South Korean Albums (Gaon)        | 2       |
| US Heatseekers Albums (Billboard) | 13      |
| US Independent Albums (Billboard) | 35      |
| US World Albums (Billboard)       | 3       |

| Parada (2018)              | Posição |
| -------------------------- | ------- |
| Japanese Albums (Oricon)   | 58      |
| South Korean Albums (Gaon) | 10      |

## Prêmios
| Ano  | Prêmiação                   | Categoria                        | Resultado | Ref.   |
| ---- | --------------------------- | -------------------------------- | --------- | ------ |
| 2019 | Golden Disc Awards          | Album Daesang                    | Indicado  | [ 19 ] |
| 2019 | Golden Disc Awards          | Album Bonsang                    | Venceu    | [ 19 ] |
| 2019 | 8th Gaon Chart Music Awards | Album of the Year – 2º trimestre | Indicado  | [ 20 ] |

## Histórico de lançamento
| País          | Data                | Formato          | Distribuidora                | Ref.   |
| ------------- | ------------------- | ---------------- | ---------------------------- | ------ |
| Mundialmente  | 9 de Abril de 2018  | Download digital | JYP Entertainment Iriver Inc | [ 21 ] |
| Coreia do Sul | 9 de Abril de 2018  | Download digital | JYP Entertainment Iriver Inc | [ 4 ]  |
| Coreia do Sul | 10 de Abril de 2018 | CD               | JYP Entertainment Iriver Inc | [ 22 ] |